# Culex adersianus
Culex adersianus är en tvåvingeart som beskrevs av Edwards 1941. Culex adersianus ingår i släktet Culex och familjen stickmyggor. Inga underarter finns listade i Catalogue of Life.